# Александар Илић (књижевник)
Александар Илић (Беч, 24. март 1890 — Сремска Митровица, 28. фебруара 1947) био је српски књижевник и дипломата. Писао је романе, драме, поезију, путописе, есеје, политиче брошуре и приповетке. Данас је најпознати по роману „Глувне чини”
Књижевну каријеру је започео објављивањем чланака и писањем драмске једночинке „Са својима”. У Првом светском рату је учествовао као добровољац друге чете Другог пешадијског пука српске војске, те се са војском повукао преко Албаније у Грчку, одакле је заједно са другим српским омладинцима био евакуисан у Француску 1917. године. У Француској је уписао студије књижевности на париској Сорбони, где је и дипломирао 1920. Након повратка у Београд, писао је модернистичка књижевна дела са авангардним тенденцијама. Једно време радио је као атеше за штампу при амбасади у Бечу. Други светски рат је провео у Београду, а након доласка комуниста на власт био је ухапшен и осуђен. Преминуо је у затвору под нејасним околностима.

## Биографија
Александар Илић је рођен 24. марта 1890. године у Бечу, од Оца Ђорђа Илића, столара родом из Параћина, и мајке Терезије Бизек. Свој први чланак објавио је у часопису „Бранково коло” 1909. Године 1912. у Народном позоришту је изведена његова драмска једноочинка „Са својима”. Наредне године уписао је Филозофски факултет у Београду, али је школовање прекинуо због почетка Првог светског рата. У рату је учествовао као добровољац друге чете Другог пешадијског пука српске војске, те се са војском повукао преко Албаније у Грчку, одакле је заједно са другим српским омладинцима био евакуисан у Француску 1917. године. У Француској је уписао студије књижевности на париској Сорбони, где је и дипломирао 20. маја 1920.
Након повратка у Београд започео је плодоносну сарадњу са књижевним часописом „Мисао”, објављујући приказе књига, песме, драму „Кајање” (бр. 3-4, 5-6, 7-8, 1922) и приповетку „Сајуз-број” (бр. 6, 1923). Боравио је неко време у Прагу 1923, да би након повратка објавио у „Мисли” (бр. 2. 1924) путопис „Праг” који је изазвао негадовање чешке јавности. Народно позориште у Београду извело је његову драму „Кајање” 1924, која је била добро дочекана. Позитивну оцену драме дао је и Милош Црњански у чланку објављеном у „Политици” (26. маја). У јула 1925. постављен је за дописника Одељења за штампу Министарства иностраних дела при Посланству у Бечу. Премештен на рад у Министарство иностраних дела фебруара 1929. године. Отпуштен је из државне службе марта исте године због здравстевених проблема. По завршеном лечењу, враћен је у слубжу Министарства иностраних послова септембра 1930, и до 1937. године радио је у архиви тог министарства. Под псеудонимом Данубиенсис објавио је брошуре „Данашња Аустрија” (1927) и „Данашња Немачка и одговорност за рат” (1929).
Годину 1930. у Илићевом животу обележили су излазак књига „Бински преображаји” (четири краћа есеја), „Глувних чини” (роман), „Бог Тај-та-то” (одломак из епа) и две брошуре „За међубалканску заједницу” и „О Паневропи”. Наредне године објавио је књигу песама „Греси Златоустог” и две брошуре: „Данашња Мађарска” и „Међубалканска банка”. И ове брошуре, као и претходне, објавио је под псеудонимом Данубиенсис. Исте године у Скопљу је одржана позоришна премијера Илићеве драмске адаптације романа „Вечити младожења” Јакова Игњатовића. Представа је са већим успехом постављена и у Народном позоришту у Београду (1932) и у Српском Народном позоришту у Новом Саду (1939). Након позоришног успеха уследиле су преправљена верзија драме „Кајање” (1933), роман „Цигански тестамент” (1934), драма „Кабарет код Две хемисфере” (1936), приповетка „Караземанско” (1938) и књига „Увод у светско позориште” (1940).
Илић је Други светски рат провео у окупираном Београду. Према неким подацима, Илић је постављен за професора на Музичкој академији 1942. „Вечити младожења” је поново постављен у Народном позоришту 1942. Након ослобођена 1945. Илић је покушао да побегне из Југославије, али није успео. Наредне године је ухапшен. У „Политици” 3. јануара 1947. налази се извештај о почетку суђења групи предратних политичара и новинара на чијем се челу налазо Милош Трифуновић, бивши министар и један од председника Југословенске избегличке владе у Лондону. Међу осморицом оптужених био је и Александар Илић. За њега се у извештају истиче да је „стари дипломата од каријере” који се не слаже са „режимом” и који би желео да „покрене неку опозициону акцију”. „Политика” је 8. јануара исте године известила да је Илић осуђен на „казну лишења слободе са принудним радом у трајању од осам година и губитак појединих политичких и грађанских права за време од пет година”. Умро је 28. фебруара 1947. у затвору у Сремској Митровици, под нејасним околностима.

## Одабрана дела
Романи
- „Глувне чини” (1930)
- „Цигански тестамент” (1934)

Драме
- „Са својима” (једночинка изведена у Народном позоришту 1912)
- „Кајање” (објављена у часопису „Мисао” 1922. преправљена верзија штампана у виду књиге 1933)
- „Вечити младожења” (драмска адаптација романа „Вечити младожења” Јакова Игњатовића 1931)
- „Кабарет код Две хемисфере” (1936)

Поезија
- „Бог Тај-та-то” (1930)
- „Греси Златоустог” (1931)

Есеји
- „Бински преображаји” (1930)

Приповетке
- „Сајуз-број” („Мисао” 1923)
- „Караземанско” (1938)

Путопис
- „Праг” („Мисао” 1924)